# Delahaye Type 122

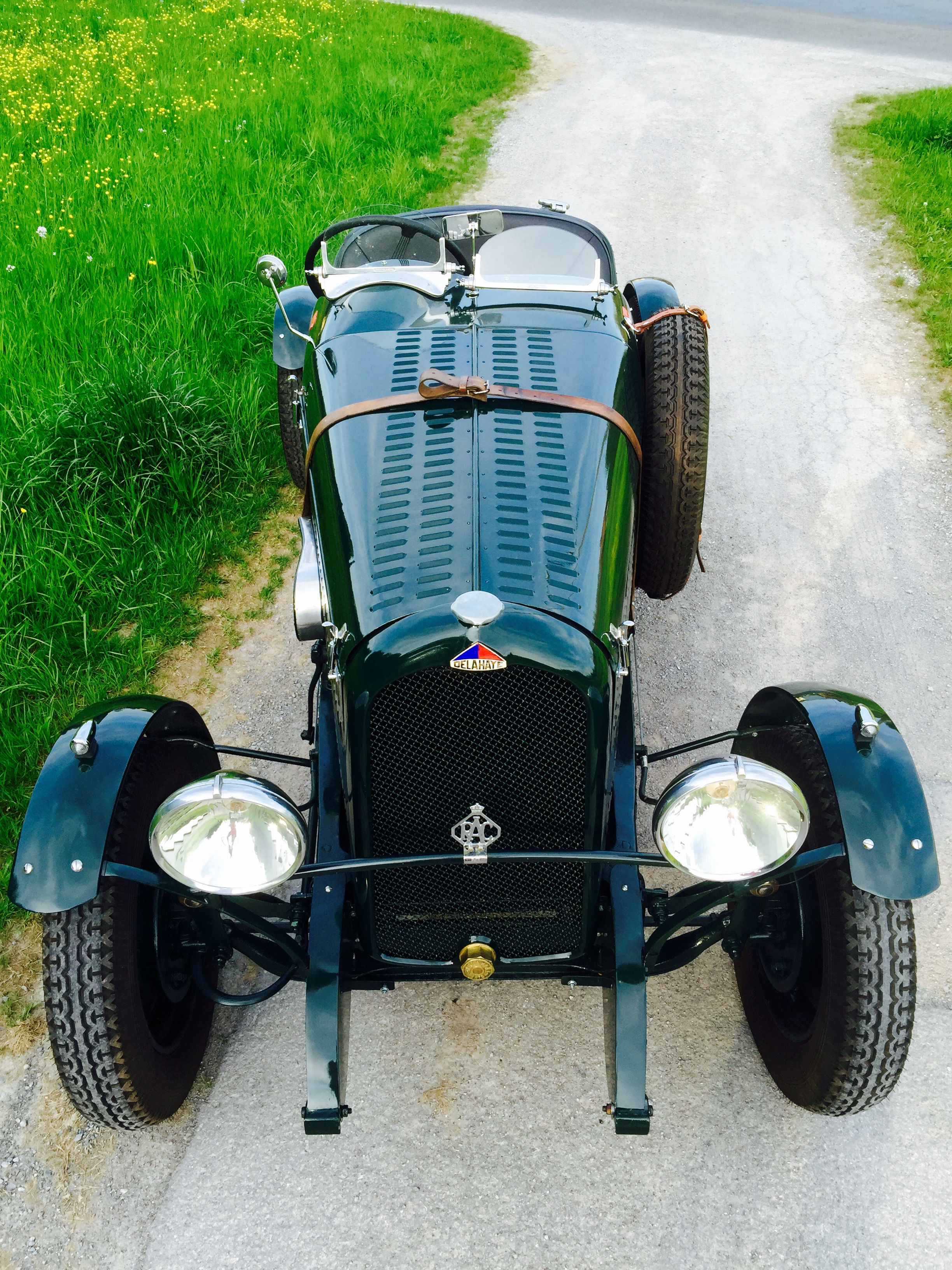
Draufsicht

Der Delahaye Type 122 ist ein Pkw-Modell aus den 1930er Jahren. Hersteller war Automobiles Delahaye in Frankreich.

## Beschreibung
Die Fahrzeuge wurden zwischen 1932 und 1933 hergestellt. Vorgänger war der Delahaye Type 105 und Nachfolger der Delahaye Type 132.
Der Ottomotor war in Frankreich mit 10 CV eingestuft. Er hat 73,8 mm Bohrung, 107 mm Hub, 1831 cm³ Hubraum und leistet je nach Quelle 30 PS oder 38 PS. Er ist vorn im Fahrgestell eingebaut und treibt die Hinterachse an. Das Getriebe hat drei Gänge. Eine Modellpflege führte Oktober 1933 im Type 122 A zu einem Vierganggetriebe.
Das Fahrgestell hat 275 cm Radstand. Bekannt sind die Karosseriebauformen Limousine und Faux Cabriolet. 90 km/h Höchstgeschwindigkeit werden geschätzt.
Der Hauptunterschied zum ähnlichen Delahaye Type 123 liegt im kürzeren Radstand.
Insgesamt entstanden 800 Fahrzeuge. Daneben gab es eine Nutzfahrzeugausführung mit 700 bis 800 kg Nutzlast.
1998 wurde eine viertürige Limousine für 6900 Pfund Sterling versteigert.